# Classics (She & Him)
Classics è il quinto album in studio del duo musicale statunitense She & Him, pubblicato nel 2014. Si tratta di un album di cover.

## Tracce
1. Stars Fell on Alabama – 2:20
2. Oh No, Not My Baby – 3:19
3. It's Not for Me to Say – 3:13
4. Stay Awhile – 2:37
5. This Girl's in Love with You – 3:18
6. Time After Time – 3:22
7. She – 3:22
8. Teach Me Tonight – 2:27
9. It's Always You – 3:04
10. Unchained Melody (featuring The Chapin Sisters) – 3:50
11. I'll Never Be Free – 3:20
12. Would You Like to Take a Walk? – 2:02
13. We'll Meet Again – 2:32

## Formazione
- Zooey Deschanel
- M. Ward